# Esglésies reformades
Les esglésies reformades són un conjunt de denominacions protestants històricament relacionades amb les doctrines de Zwingli o de Joan Calví, però organitzacionalment independents. En cada nació on el moviment s'ha establert, l'església té la seva pròpia forma de govern eclesiàstic. Algunes d'aquestes esglésies s'han convertit en denominacions mundials com el presbiterianisme, i altres s'han organitzat com a esglésies reformades nacionals o regionals.